# Gare de Romont (Fribourg)
Pour les articles homonymes, voir Gare de Romont.
La gare de Romont est une gare ferroviaire située sur le territoire de la commune suisse de Romont, dans le canton de Fribourg.

## Situation ferroviaire
Établie à 707 mètres d'altitude, la gare de Romont est située aux points kilométriques 40,20 de la Ligne de Lausanne à Berne et 18,19 de la ligne de Bulle à Romont. Elle est encadrée par les gares de Bulle (en direction de Broc-Fabrique), Siviriez (en direction de Lausanne) et de Villaz-Saint-Pierre (en direction de Berne).

## Histoire
La gare de Romont a été ouverte en septembre 1862 avec l'ouverture de la ligne de Lausanne à Berne. La ligne de Romont à Bulle a quant à elle été inaugurée plusieurs années plus tard, en juillet 1868,.
En 1899, un projet de tram est lancé pour permettre aux marchandises et aux voyageurs de rejoindre le centre ville sur la colline plus rapidement depuis la gare de Romont. Cependant, le projet ne se réalise pas. 
Depuis le 15 janvier 2022, un train spécial baptisé « VosAlpes Express », a été mis en place afin d'assurer certains week-ends d'hiver, jusqu'au 27 mars 2022, un aller-retour par jour de Fribourg au Châble. L'aller est direct tandis que le retour circule au départ de la gare de Bex, en correspondance avec le train « Verbier Express » en provenance du Châble,,. Ces deux trains desservent la gare de Palézieux.

## Service des voyageurs

### Accueil
Gare des CFF, elle est dotée d'un bâtiment voyageurs abritant un guichet de vente de titres de transports. Il y a également un parking-relais de 176 places. Des places de stationnement pour les automobiles et bicyclettes sont présentes à proximité de la gare.
La gare est entièrement accessible aux personnes à mobilité réduite.

### Desserte

#### InterRegio
Parmi tous les trains grandes lignes circulant sur la ligne Lausanne – Berne, seuls les InterRegio 15 (reliant Genève-Aéroport à Lucerne) marquent l'arrêt en gare de Romont chaque heure.
- 15 Genève-Aéroport – Genève-Cornavin – Nyon – Morges – Lausanne – Palézieux – Romont – Fribourg – Berne – Zofingue – Sursee – Lucerne

#### Trains spéciaux
Depuis le 15 janvier 2021, la gare de Romont est desservie par certains week-ends d'hiver par un train direct baptisé « VosAlpes Express » reliant Fribourg au Châble.

#### RER Fribourg / Transports publics fribourgeois
La gare fait partie du réseau express régional fribourgeois, assurant des liaisons rapides à fréquence élevée dans l'ensemble du canton de Fribourg, jusqu'aux cantons voisins. Elle est desservie toutes les demi-heures par un train RegioExpress circulant jusqu'à Guin et prolongé une fois sur deux jusqu'à Berne, selon la desserte suivante.
La gare de Romont est desservie en complément toutes les heures par les trains de la ligne S20 du RER Fribourg qui relient Romont à Neuchâtel en desservant toutes les gares de Romont à Fribourg. Ces trains sont complétés du lundi au vendredi par la ligne S21 en direction d'Anet,.

#### RER Vaud
La gare fait partie du réseau RER Vaud, assurant des liaisons rapides à fréquence élevée dans l'ensemble du canton de Vaud et desservant épisodiquement les cantons voisins. Elle est desservie quelques fois par jour par la ligne S6 qui relie Allaman à Palézieux (prolongée plusieurs fois par jour jusqu'à Romont).

### Intermodalité
Romont est desservie en même temps par la ligne 561 du réseau régional de CarPostal en direction de Sédeilles et Payerne et par les Transports publics fribourgeois pour les destinations du canton de Fribourg.
La gare est desservie par les lignes TPF 454 reliant Romont à Bulle et Riaz via Sâles et Villariaz, 455 reliant Romont à La Verrerie, 460 reliant Romont à Avry, 470 reliant Romont à Fribourg via Rossens, 471 reliant Romont à Bulle via Sorens, 472 reliant Romont à Palézieux, 473 reliant Palézieux à Vauderens et Romont, 474 reliant Romont à Moudon, 476 effectuant un circuit en boucle desservant notamment Prez-vers-Siviriez, 478 reliant Romont à Hennens et Lucens, 479 assurant la desserte interne de la ville de Romont ainsi que les lignes nocturnes N12 reliant Fribourg à Romont et N24 via Romont et Ursy.